# (471325) Taowu
Pour les articles homonymes, voir Niku.
(471325) Taowu (auparavant surnommé Niku, adjectif signifiant rebelle en chinois) est un objet transneptunien (OTN) inhabituel car son orbite est inclinée de 110 degrés par rapport au plan orbital solaire, ce qui fait qu'il a un mouvement rétrograde autour du Soleil,,.

## Redécouverte
L'objet a été découvert en 2011, puis perdu. Au cours de l'année 2015, une équipe d'astronomes utilisant le télescope Pan-STARRS, découvre un objet qui a rapidement été identifié avec ce supposé centaure prograde désigné sous la dénomination provisoire 2011 KT19 et découvert par le programme de relevé astronomique Mount Lemmon Survey. L'annonce officielle a été faite en août 2016. 

## Orbite
(471325) Taowu a la particularité de faire partie d'un groupe d'objets qui gravitent autour du Soleil sur une orbite fortement inclinée ; les raisons expliquant cette orbite inhabituelle sont actuellement inconnues.
Les caractéristiques orbitales de (471325) Taowu ont été comparées à celles de (528219) 2008 KV42 (surnommé Drac, diminutif de Dracula). Les orbites de (471325) Taowu, (528219) 2008 KV42, (127546) 2002 XU93, 2010 WG9, 2007 BP102, 2011 MM4 paraissent avoir occupé un plan commun, trois sont orbite prograde et trois en orbite rétrograde. La probabilité que cet alignement soit le fruit du hasard est de 0,016 %.
| |
| L'orbite de (471325) Taowu comparée à celle de Pluton et les planètes du système solaire.                                                                             |
| Niku et Drac |
| L'orbite de (471325) Taowu (violet), est représentée avec d'autres transneptuniens rétrogrades, Drac (jaune) et les autres planètes. L'orbite de Pluton est en rouge. |